# Gamma Corvi
γ Corvi (Gamma Corvi, kurz Gamma Crv, γ Crv) ist ein Stern vom Spektraltyp B8 in einer Entfernung von ca. 165 Lichtjahren. Mit einer scheinbaren Helligkeit von 2,6 mag ist er der hellste Stern im Sternbild Corvus.
Der Stern trug den Eigennamen Gienah Gurab (von arabisch جناح الغراب, DMG ǧanāḥ al-ġurāb ‚Flügel des Raben‘) und wurde oft auch nur Gienah genannt. Im Jahr 2016 organisierte die Internationale Astronomische Union eine Arbeitsgruppe für Sternnamen (WGSN), um Eigennamen für Sterne zu katalogisieren und zu standardisieren. Die WGSN beschloss, Eigennamen für einzelne Sterne und nicht für ganze Mehrfachsysteme zu vergeben und beschloss am 6. November 2016 den Namen Gienah für die Komponente Gamma Corvi A sowie am 30. Juni 2017 den Namen Aljanah (vorher ebenfalls "Gienah") für Epsilon Cygni Aa im Sternbild Schwan zu genehmigen. Beide sind nun in die Liste der von der IAU anerkannten Sternnamen aufgenommen worden.
Gamma Corvi ist ein Doppelstern mit einem 9,7 mag hellen und 0,8 M☉ schweren Begleiter (γ Crv B) in 1,1" Abstand, dessen Bahnradius 50 AE und dessen Umlaufdauer 158 Jahre beträgt. Der Hauptstern Gienah (γ Crv A) hat .4,2 ± 0,3 M☉ und eine projizierte Rotationsgeschwindigkeit {\displaystyle v_{e}\cdot \sin i} von 30 km/s.